# 司馬天流
司馬天流（?—?），东晋皇子，河內溫縣人。晉简文帝司馬昱第七子。

## 母
王淑仪，琅琊王司馬昱的妾室。生下司馬天流，司马昱即位后封王氏为淑仪。

## 生平
其父司馬昱在司馬天流出生的时候并不是皇帝，而是琅琊王，司馬天流幼年夭折，没有封爵。371年，桓温废黜皇帝司马奕，拥立五十二岁的司马昱为皇帝。次年，司马昱去世，司馬天流的兄弟司马曜即位，为晋孝武帝。